# Pozo de nieve de Montesol
El pozo de nieve de Montesol o pozo de nieve del Paseo Alto es un nevero artificial histórico del siglo XVII ubicado en la ciudad española de Cáceres. Sus ruinas se ubican en el barrio de Montesol del distrito Norte, en la ladera septentrional del cerro del paseo Alto. En 2020, el Ayuntamiento de Cáceres ha iniciado trámites para proteger el edificio como parte del patrimonio histórico de la ciudad.

## Localización
Se ubica en el barrio de Montesol del distrito Norte de la ciudad, en la ladera septentrional del cerro del paseo Alto. Su ubicación en un desnivel hace que solo se pueda acceder a través de pequeños caminos; sin embargo, esta ubicación es deliberada, ya que estas estructuras se construían en las umbrías de los cerros para tener la mejor sombra y ventilación.

## Historia
En el Antiguo Régimen, el abastecimiento de nieve era un servicio público gestionado por el concejo de la entonces villa de Cáceres, que almacenaba nieve que era transportada por arrieros desde la sierra de Gredos, principalmente desde las zonas de Candelario y Piornal. Su función era garantizar la conservación de los alimentos y bebidas en los meses más cálidos. El pozo fue construido junto al rollo jurisdiccional de la villa en 1630, siendo su promotor el cirujano Antonio Fernández y sus constructores varios poceros portugueses.
A principios del siglo XIX, el pozo quedó abandonado, pues en 1844 solo se usaba como vertedero, por lo que el Ayuntamiento de Cáceres decidió adjudicarlo por veinte años con la condición de rehabilitar las instalaciones. El promotor de la rehabilitación fue Manuel Salgado, quien encargó al alarife Tomás Tejeda reconstruirlo con casa y oficinas. El declive final del pozo se produjo a finales del siglo XIX, cuando el farmacéutico Joaquín Castel, originario de Chía (Huesca), introdujo en Cáceres la fabricación industrial de hielo: Castel estableció junto al arroyo de Aguas Vivas una fábrica llamada La Providencia que aprovechaba el agua potable de los manantiales del entorno.
A partir del siglo XX, la instalación abandonada dejó de estar fuera de la ciudad y poco a poco fueron construyéndose edificios en su entorno. En los años 1920 se instaló en el vecino cerro del Teso el cuartel Infanta Isabel, pero la mayor transformación de la zona tuvo lugar en la burbuja inmobiliaria que sufrió la ciudad entre 1988 y 2008: el cuartel se convirtió en una urbanización y al mismo tiempo se construyeron los barrios de La Zambomba y Montesol, quedando el pozo en terreno urbano. El edificio abandonado, que quedó dentro del territorio del nuevo barrio de Montesol, logró salvarse de la burbuja por su ubicación en un desnivel, ya que la presencia de grandes llanos en el norte hacía innecesario construir nuevas viviendas en una ladera.
Una vez consolidada la ubicación urbana del pozo, la asociación de vecinos de Montesol comunicó en 2018 su preocupación por el estado del edificio, ya que era el único edificio histórico ubicado dentro de los límites del barrio y no encontraban información ni siquiera sobre quién era su propietario. En respuesta a la petición, la policía local de la ciudad inspeccionó las instalaciones y se investigó la propiedad en el inventario municipal: tras estas actuaciones se indicó que el edificio era una vaquería semirruinosa que había quedado en terreno público tras el reparto realizado por la junta de compensación que creó la urbanización Montesol II, lo que obligó al Ayuntamiento a tomar medidas de seguridad para evitar accidentes que pudieran dar lugar a responsabilidad patrimonial.
En 2020, el Ayuntamiento de Cáceres ha iniciado los trámites para incluir el edificio en el catálogo de patrimonio protegido del Plan General Municipal para facilitar su restauración a medio plazo.

## Descripción
La vaquería del siglo XIX que alberga el pozo está formada por un conjunto de dos edificios semirruinosos: el primero, de 317,02 m² y planta casi rectangular, alberga el pozo del siglo XVII; a este edificio se suma un añadido posterior de 213 m². El pozo posee la tradicional forma cilíndrica y en su interior se aplastaba la nieve para transformarla en hielo, con capas de medio metro separadas por ramas vegetales. El pozo cuenta con cinco metros de diámetro y diez de profundidad y se accede al mismo a través de una pequeña puerta con una escalera de mano. La estructura del pozo se conserva en mejor estado que la del edificio, pero existe riesgo de derrumbe en la cúpula. A la espera de que el Ayuntamiento tome medidas de rehabilitación, el acceso al inmueble está prohibido por existir riesgo de accidente.